# Société Le Froid
La Société Le Froid est une entreprise néo-calédonienne de fabrication, de mise en bouteille et de distribution de boissons essentiellement non alcoolisées.

## Historique
Créée en 1943, durant la présence de l'armée américaine sur le Territoire, elle obtient la licence Coca-Cola en 1952 (avec fabrication et embouteillage à l'origine en bouteille en verre). Mais la société se fait également un nom en produisant ses propres marques : tout d'abord les sirops et sodas Tulem à partir de 1962 puis, depuis 1996, la gamme des jus de fruits Oro. Il s'agit de la première industrie agroalimentaire du Territoire à obtenir la certification ISO 9001.
La société Le Froid brasse la bière 1664 sous licence depuis 2000, et la Kronenbourg depuis 2004. C'est en 2008 que l'entreprise décide de commercialiser sa propre marque de bière sous le nom de Manta, en référence à la raie manta. Cet animal est d'ailleurs reproduit sur les canettes de bière Manta sous la forme d'un tatouage polynésien.
La brasserie brasse depuis 2016 la  bière Tusker sous licence, Bière du Vanuatu,  archipel situé au nord est de la Nouvelle Calédonie.  
Le lundi 13 mai 2024, à la suite du début des émeutes locales liées au vote du dégel du corps électoral provincial, des émeutiers ont mis le feu à l'usine principale située à Montravel. Plusieurs équipements volés.   

## Produits fabriqués

### Marques sous licence
- marques de la Coca-Cola Company:

Coca-Cola (depuis 1952) : reste l'un des produits phares de la société, d'autant que celle-ci a reçu deux fois de suite, en 2005 et 2006, le prix « Premier rang mondial pour la qualité des produits Coca-Cola » décerné par la Coca-Cola Company pour récompenser le « meilleur » Coca-Cola produit par les sociétés sous licence. D'autres produits dérivés du Coca-Cola sont également produits : Coca-Cola Light (depuis 1988) et Coca-Cola Zero (depuis 2007).
Fanta (depuis 1989)
Sprite (depuis 1997) et Sprite Zero
Nestea
Powerade (depuis 2001)
Lift plus (depuis 2006)
Apollinaris (depuis 2008)
Fuze Tea.
- marques d'Orangina Schweppes :

Orangina (depuis 1989)
Champomy (depuis 2012)
- bières ou boissons alcoolisées du groupe Carlsberg et de sa filiale les Brasseries Kronenbourg :

Kronenbourg (depuis 2004) et 1664 (depuis 2000)
Grimbergen blonde et ambrée (depuis 2009)
Carlsberg (depuis 2010)
Skøll Tuborg (depuis 2013)
Somersby
- laits aromatisés :

Pauls (chocolat et fraise, depuis 2001)
Breaka (café glacé et vanille, depuis 2012)
- autre :

Monster Energy (depuis 2011)
Tusker, bière vanuataise de la Vanuatu Brewery Limited

### Marques de la société

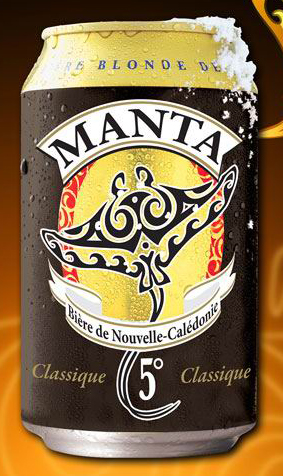
Canette de bière Manta

Tulem (depuis 1962) : le produit phare est le Tulem Cider.
Oro (depuis 1996) : gamme de jus de fruits.
[Manta (depuis 2008) se décline en 4 produits :
- la Manta Intense (5,8°, packaging rouge) créé en octobre 2008 ;
- la Manta classique (5°, packaging noir) Créé en octobre 2010 et remplacée en juillet 2014 par la Manta Gold (5°, packaging OR).
- La Manta Citron (5°, packaging jaune) créé en octobre 2013.
- La Manta Extra (5°, Packaging Bleu) crée en mai 2018 remplace la Gold en 2018
- La Manta Spéciale (7°, Packaging vert) crée en 2019, Il s'agit d'une bière artisanale  non filtré , avec une amertume forte et un fort gout de houblon cru.

Dès sa première participation à un concours brassicole international, la bière Manta Intense obtient en 2011 la médaille de bronze au Brewers Guild of New Zealand Awards, catégorie International Lager Style.

## Marketing
La Société le Froid organise ou participe à toutes sortes d'événements ou manifestations culturels, en visant essentiellement la jeunesse. Elle a ainsi organisé en 2002 un grand concert, le « Coke Music Choc », ainsi que le concours « Réveille ton talent » en 2005 consistant en un grand casting visant à faire ressortir le meilleur talent artistique parmi un certain nombre d'adolescents candidats.